# IQOO
iQOO Communication Technology Co.Ltd é um fabricante chinês de eletrônicos de consumo com sede em Dongguan, Guangdong. A empresa foi fundada em 30 de janeiro de 2019 como uma subsidiária do fabricante de eletrônicos de consumo Vivo, sediado na mesma cidade.

## História
Em março de 2019, a BBK Electronics, segunda maior fabricante de smartphones do mundo, anunciou o iQOO como uma nova submarca da Vivo. Esta submarca se juntou à linha de marcas de smartphones da empresa, que já incluía Oppo, Vivo, Realme e OnePlus. A iQOO foi introduzida no mercado indiano em fevereiro de 2020.
Diferentemente dos telefones Vivo, que focam principalmente na qualidade da câmera e do som, a iQOO é uma submarca voltada para o desempenho. Ela dá mais importância à construção e comercialização de seus telefones especificamente para jogos e outras tarefas intensas de desempenho. O smartphone iQOO 3, lançado em 25 de fevereiro de 2020, foi o primeiro da marca a contar com o processador Snapdragon 865, proporcionando uma vantagem competitiva para os jogadores. Inicialmente, os smartphones foram vendidos na internet.
No período de 2020 a 2021, a iQOO lançou seis smartphones no mercado chinês e três no mercado indiano. Até maio de 2021, a linha de produtos da iQOO incluía:
- iQOO U3, equipado com o processador MediaTek Dimensity 800U[13]
- iQOO U1x, com processador Snapdragon 662 e bateria de 5000 mAh[14]
- iQOO Neo3, com processador Snapdragon 865 e tela com taxa de atualização de 144 Hz[15]
- iQOO 5, com processador Snapdragon 865 e carregamento rápido de 55 W[16]
- iQOO 7, com o mais recente processador Snapdragon 870 e carregamento rápido de 66 W[17]
- iQOO 9pro, lançado em 2022, com o mais recente processador Snapdragon 8 Gen 1 (2022), 1500 nits de brilho e carregamento rápido de 120w
- iQOO 11, lançado em 10 de janeiro de 2023, com o mais recente processador Snapdragon 8 Gen 2 e carregamento rápido de 120 W
- iQOO Z6 Lite 5G, equipado com o primeiro processador Snapdragon 4 Gen 1 do mundo, Qualcomm iQoo Z6 Lite 5g, processo eficiente de 6nm, melhor taxa de atualização de tela no segmento de 120Hz, juntamente com bateria de 5000mAh
- iQOO Z7 5G, lançado em 21 de março de 2023, com o mais recente processador MediaTek Dimensity 920, 1300 nits de brilho e carregamento rápido de 44 W.

## Interface de usuário personalizada
Com a introdução do iQOO 3, a empresa também lançou o iQOO UI 1.0, uma interface de usuário personalizada baseada no Android 10. Esta interface foi projetada especificamente para a linha de smartphones iQOO, oferecendo recursos personalizáveis de exibição "Sempre Ativado" e funcionalidades voltadas para jogos.